# دنيس بيل
دنيس بيل (بالإنجليزية: Dennis Bell)‏ هو جندي أمريكي، ولد في 28 ديسمبر 1866 في واشنطن العاصمة في الولايات المتحدة، وتوفي بنفس المكان في 25 سبتمبر 1953.